# Carrie Smithová
Carrie Smith (* jako Carrie Louise Smithová; 25. srpna 1925 Fort Gaines, Georgie, USA – 20. května 2012 Newark, New Jersey, USA) byla americká jazzová a bluesová zpěvačka. Účinkovala v muzikálu Black and Blue. Za rok jejího narození bývá často označován rok 1941.

## Diskografie
- Confessin' the Blues (1976)
- Do Your Duty (1976)
- Fine and Mellow (1976)
- Nobody Wants You (1977)
- When You're Down and Out (1977)
- Carrie Smith (1979)
- Only You Can Do It (1982)
- Sings the blues and then some (1982)
- Negro Spirituals and Gospel Songs (1982)
- June Night (1992)
- Every Now and Then (1993)
- Sings Gospel Live in Europe (2001)
- I've Got a Right to Sing the Blues (2002)